# Lionel Terray
Lionel Terray (Grenoble, 25 luglio 1921 – Arêtes du Gerbier, 19 settembre 1965) è stato un alpinista francese.

## Biografia
Ha compiuto per primo diverse ascese, tra cui la prima ascesa del Makalu con Jean Couzy nel 15 maggio 1955 e la prima ascesa del Fitz Roy nelle Ande, con Guido Magnone nel 1952, durante la quale morì l'alpinista francese Jacques Poincenot.
Nato da famiglia benestante
si avvia all'attività di montagna in età molto precoce, a tre anni e mezzo infatti è già sugli sci e a cinque anni si ferisce salendo delle rocce nel parco di proprietà della sua famiglia e ad undici anni effettua la prima scalata nei pressi di Grenoble.
Partecipa alla seconda guerra mondiale nella resistenza francese con la famosa Compagnie Stéphane sul fronte della Maurienne.
Dopo il conflitto, divenne noto come uno dei migliori scalatori e guide di Chamonix, notato per la sua rapidità di ascesa di alcune delle più famose cime delle Alpi francesi, italiane e svizzere: Punta Walker delle Grandes Jorasses, la parete sud dell'Aiguille Noire del gruppo del Peuterey, la parete nord-est del Pizzo Badile Val Bregaglia e la parete nord dell'Eiger.
Terray, spesso con Louis Lachenal come compagno di cordata, batté molti record di velocità di arrampicata.

### Annapurna

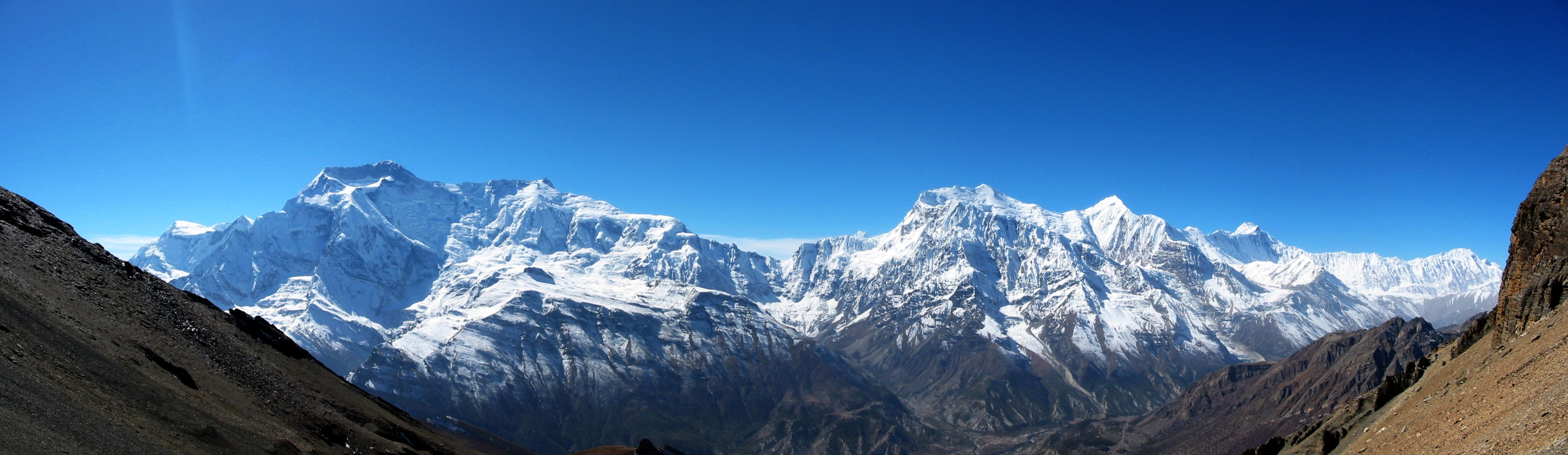
Panorama sulla catena degli Annapurna

Terray fu membro della spedizione himalaiana del 1950 di Maurice Herzog, l'Annapurna I in Nepal, la più alta cima scalata all'epoca, e il primo 8000 raggiunto . Terray non raggiunse la cima dell'Annapurna, ma con lo Sherpa Adjiba aiutò il rientro degli scalatori Maurice Herzog e Louis Lachenal, colpiti da congelamenti.

### Abbigliamento
Negli anni '50 ha collaborato con aziende di abbigliamento tecnico di montagna che nascevano in quegli anni, dando contributi importanti allo sviluppo di indumenti adatti alle alte quote.

### Incidente nel Vercors
Terray morì in un incidente alpinistico nel Vercors sulla via chiamata fissure en Arc de Cercle nel settembre 1965. La sua tomba si trova nel cimitero di Chamonix dove è seppellito insieme alla moglie Marianne (1912-2007).

## Principali salite europee
- prima ascensione del versante nord-est del col du Caïman, Aiguilles de Chamonix 1942,
- prima ascensione della parete ovest dell'aiguille Purtscheller, Aiguille d'Argentière 1942,
- prima ascensione dello spigolo est-nord-est del Pain de sucre, Aiguilles de Chamonix 1944,
- prima ascensione sulla parete nord dell'aiguille des Pélerins, Aiguilles de Chamonix ; e della nord del col de Peuterey con Maurice Herzog, 1944;
- quarta ascensione dello spigolo nord delle Droites, con Louis Lachenal, in otto ore, 1946,
- quarta ascensione dello spigolo Walker sulla nord delle Grandes Jorasses in 2 giorni con una variante importante nella parte superiore, 1946;
- terza ascensione della parete nord del Nant blanc all'Aiguille Verte, 1947,
- seconda ascensione della parete nord dell'Eiger con Lachenal 1947;

## Principali salite extraeuropee

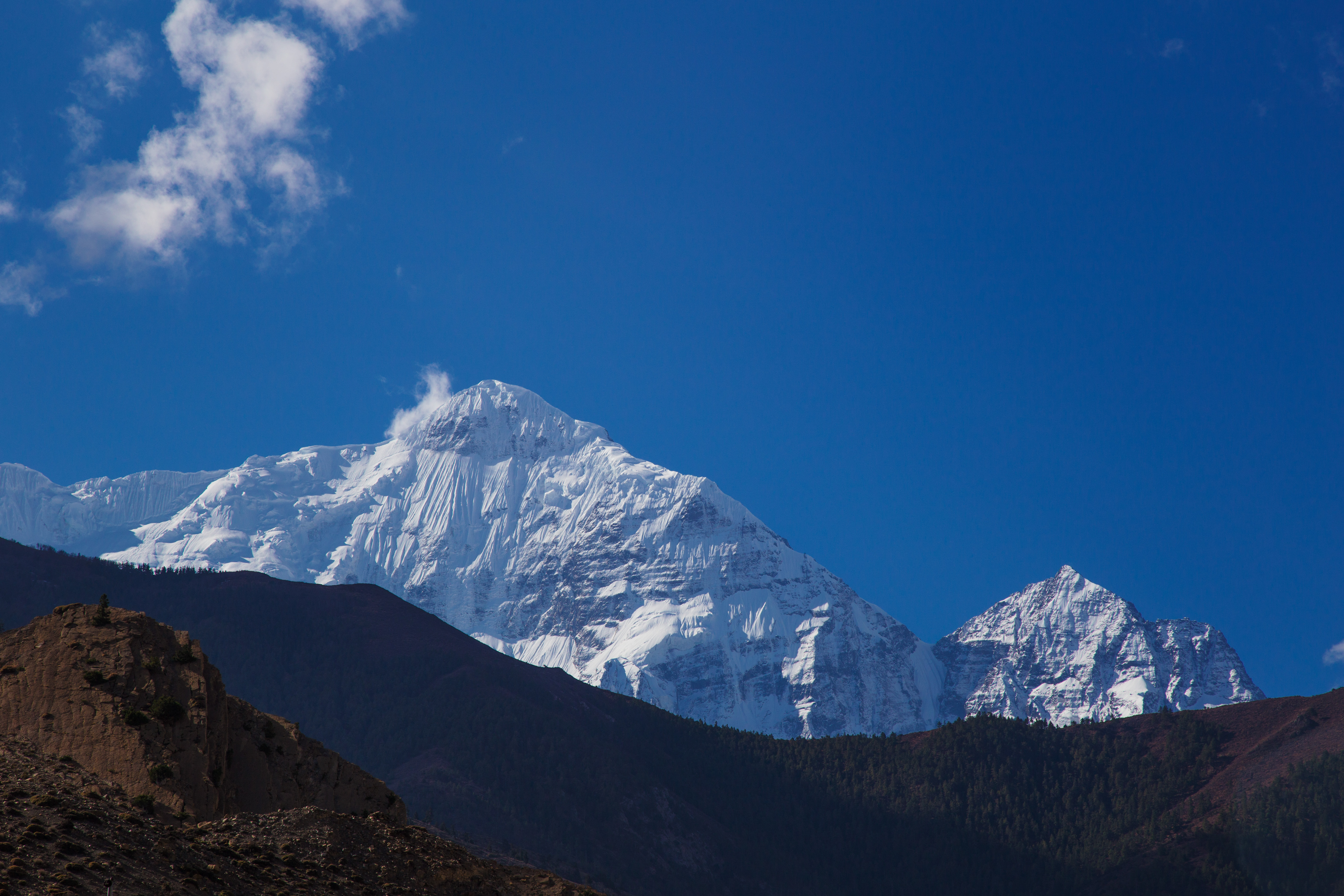
Il Nilgiri Himal nel massiccio dell'Annapurna in Nepal

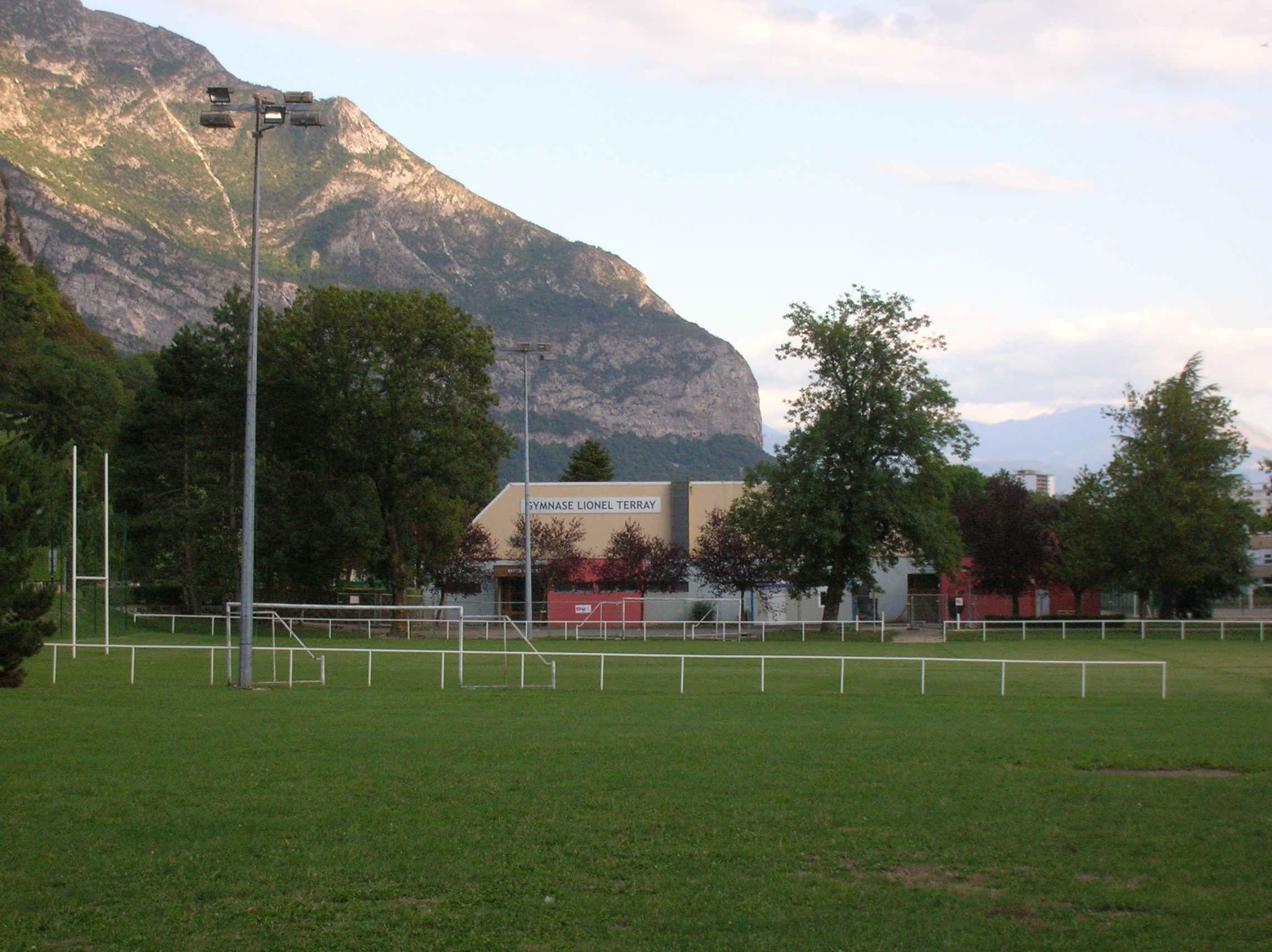
Struttura sportiva dedicata a Lionel Terray, Fontanil-Cornillon, Isère

Tra le salite significative extraeuropee dell'alpinista francese successive alla spedizione dell'Annapurna:
- prima ascensione del Fitz Roy il 2 febbraio 1952,
- prima ascensione del Chomo Lonzo (7790 m), durante la spedizione di ricognizione per la conquista del Makalu, nel 1954,
- prima ascensione del Makalu, quinta vetta più alta della Terra, il 15 maggio 1955,
- prima ascensione del Chacraraju, monte peruviano chiamato ai tempi "il picco impossibile" per le grandi difficoltà tecniche, il 31 luglio 1956,
- prima ascensione del Taulliraju, monte peruviano, anch'esso facente parte della Cordillera Blanca come il precedente, alto 5840 metri, il 18 agosto 1956,
- prima ascensione del Jannu, monte nepalese alto 7710 metri, il 29 aprile 1962, in cui era anche il capo spedizione,
- prima ascensione della cima nord del Nilgiri, cima nepalese alta 7061 metri, il 19 ottobre 1962, in cui era anche il capo spedizione,[4]
- prima ascensione del Monte Huntington in Alaska, monte poco elevato (3731 m) ma dalle elevate pendenze che presenta su ogni lato, il 26 maggio 1964.

## Pubblicazioni
- Les conquérants de l'inutile: des Alpes à l'Annapurna, Paris, Gallimard, 1961
- Bataille pour le Jannu, scritto con Jean Franco nel 1965;

## Filmografia
- Compare in Les Étoiles de midi del 1958, di Marcel Ichac
- Marcel Ichac ha tratto un film sulla montagna dal primo libro di Terray: Le Conquérant de l'inutile (1967)